# المسیره
المسیره (عربی: المسيرة) یک کانال تلویزیونی یمنی است که متعلق به جنبش انصارالله (حوثی‌ها) است.

## کانال در طول مداخله نظامی به رهبری عربستان در یمن
در ۱۰ مه ۲۰۱۵ و در خلال مداخله نظامی در یمن به رهبری عربستان سعودی، کانال المسیره به همراه دیگر کانال‌های ضد سعودی، چندین بار بر روی ماهواره‌های نایل‌ست و یوروست با فشار عربستان بر این شرکت‌های ماهواره‌ای بسته شدند، که این مسئله باعث شد شبکه المسیره سیگنال خود را به جای این ماهواره‌ها، بر روی ماهواره روسی اکسپرس AM 44 منتشر کند. پس از گذشت ماه‌ها از بسته‌شدن این شبکه بر روی نیل ست، در حال حاضر پخش این شبکه در این ماهواره قابل دسترس است.

## کشته‌شدن روزنامه‌نگاران و کارکنان
پس از اعتراضات ۲۰۱۴–۲۰۱۵ و تغییر حکومت یمن، در جریان درگیری‌ها، المسیره تعدادی از کارکنان را از دست داد.
- در ۴ ژانویه ۲۰۱۵ خالد الوشلی روزنامه‌نگار المسیره به وسیله یک بمب انفجاری، درحالی‌که در تلاش برای پوشش خبر خنثی‌سازی آن بود، کشته شد.[۵][۶][۷]
- در ۱۷ سپتامبر ۲۰۱۵، بلال شرف الدین که در حال پوشش خبری یک حمله هوایی بود، به وسیله حملهٔ هوایی دیگری بعد از آن کشته شد.[۸]
- در ۲۱ ژانویه ۲۰۱۶، هاشم الحمران، فیلمبردار ۱۷ ساله تلویزیونی، که در حال فیلمبرداری از حملات بمباران نیروهای ائتلاف تحت رهبری سعودی برای شبکه المسیره در شهر داهیان (استان صعده) بود، توسط نیروهای ائتلاف مجروح شد. او در ۲۲ ژانویه ۲۰۱۶ در اثر جراحت‌هایش جان خود را از دست داد.[۹][۱۰] فدراسیون جهانی روزنامه‌نگاران و ارینا بوکووا مدیر کل یونسکو، قتل هاشم الحمران را محکوم کردند.[۱۰][۱۱]